# Петров Юрій Володимирович (посол)
Юрій Володимирович Петров (18 січня 1939, місто Нижній Тагіл, тепер Свердловської області, Російська Федерація — 24 жовтня 2013, місто Москва) — радянський і російський діяч, 1-й секретар Свердловського обласного комітету КПРС, надзвичайний і повноважний посол СРСР у Республіці Куба, керівник адміністрації президента Російської Федерації (1991—1993). Депутат Верховної Ради Російської РФСР 9-го і 11-го скликань. Член ЦК КПРС у 1986—1990 роках. Депутат Верховної Ради СРСР 11-го скликання.

## Життєпис
Народився в родині службовця, батько Володимир Петров (1910-1979) згодом займав високі керівні посади. У 1956 році закінчив середню школу в місті Нижньому Тагілі. Член ВЛКСМ з 1954 по 1967 рік.
У жовтні 1956 — березні 1957 року — учень зуборізника в навчально-виробничій майстерні, у березні — липні 1957 року — робітник—зуборізник механоскладального цеху № 100 Уральського вагонобудівного заводу імені Дзержинського в місті Нижньому Тагілі Свердловської області.
Одночасно з вересня 1956 по липень 1957 року — студент Нижньотагільського вечірнього факультету Уральського політехнічного інституту імені Кірова. У серпні 1957 — липні 1959 року — студент заочного відділння механічного факультету Уральського політехнічного інституту імені Кірова при Свердловському навчально-консультаційному пункті.
У березні 1958 — червні 1959 року — технік-конструктор Свердловського проєктно-технологічного інституту Міністерства оборонної промисловості СРСР.
У липні 1959 — червні 1962 року — перебував на строковій військовій службі в Радянській армії (Уральський військовий округ, місто Верхня Салда Свердловської області).
У вересні 1962 — червні 1966 року — студент денного відділення механічного факультету Уральського політехнічного інституту імені Кірова, інженер-механік спеціальності технологія машинобудування, металорізальні верстати та інструменти.
Член КПРС з жовтня 1962 року.
У червні 1966 — жовтні 1967 року — заступник начальника ремонтно-інструметального цеху Нижньотагільського заводу пластмас Свердловської області.
У жовтні 1967 — березні 1969 року — завідувач промислово-транспортного відділу Дзержинського районного комітету КПРС міста Нижнього Тагілу.
У березні 1969 — січні 1972 року — завідувач промислово-транспортного відділу Нижньотагільського міського комітету КПРС.
Одночасно в 1970 році закінчив університет марксизму-ленінізму при Нижньотагільському міському комітеті КПРС. У 1971—1974 роках — слухач трирічного відділення Заочної вищої партійної школи при ЦК КПРС у місті Свердловську.
У січні 1972 — грудні 1974 року — 2-й секретар, у грудні 1974 — лютому 1977 року — 1-й секретар Нижньотагільського міського комітету КПРС Свердловської області.
У лютому 1977 — червні 1982 року — секретар Свердловського обласного комітету КПРС з промисловості.
У червні 1982 — жовтні 1983 року — завідувач сектора, у жовтні 1983 — квітні 1985 року — заступник завідувача відділу організаційно-партійної роботи ЦК КПРС.
19 квітня 1985 — 16 червня 1988 року — 1-й секретар Свердловського обласного комітету КПРС.
13 липня 1988 — 20 вересня 1991 року — надзвичайний і повноважний посол СРСР у Республіці Куба.
5 серпня 1991 — 19 січня 1993 року — керівник адміністрації президента Російської Федерації Бориса Єльцина.
2 лютого 1993 — 22 травня 2001 року — голова Державної інвестиційної корпорації (Держінкору) Російської Федерації. 22 травня 2001 — лютий 2003 року — радник голови Державної інвестиційної корпорації (Держінкору).
З 1996 року — член Політичної консультативної ради при президенті Російської Федерації, голова Палати з оборони, безпеки держави і військової реформи.
Одночасно у 1994—2003 роках (з перервою в 1996—1998 роках) був головою ради директорів ІНКОР-банку (в січні 1998 року перейменований в Свердловський губернський банк). Потім — радник голови некомерційного партнерства «Група Гута».
Помер 24 жовтня 2013 роки після важкої, тривалої хвороби. Похований на Троєкуровському цвинтарі Москви.

## Нагороди і звання
- два ордени Трудового Червоного Прапора (.04.1975, .05.1980)
- орден «Знак Пошани» (.04.1971)
- медаль «За доблесну працю. В ознаменування 100-річчя з дня народження Володимира Ілліча Леніна» (1969)
- медаль «Ветеран праці» (.10.1987)
- медаль «Захиснику вільної Росії» (1991)
- Почесна грамота Президії Верховної Ради РРФСР (1989)
- надзвичайний і повноважний посол СРСР
- звання «Почесний громадянин міста Нижній Тагіл» (10.08.1998)